# جبل عيسى
جبل عيسى هو جبل بغرب الجزائر في ولاية النعامة و بالضبط في مدينة عين الصفراء يبلغ ارتفاعه 2236م ، و هو يمثل رابع أعلى قمة في البلاد. ينتمي إلى سلسلة جبال القصور في الأطلس الصحراوي.
أصبحت الحديقة الوطنية لجبل عيسى منطقة محمية منذ عام 2003.